# Dampierre-Saint-Nicolas
 Dampierre-Saint-Nicolas  es una población y comuna francesa, en la región de Alta Normandía, departamento de Sena Marítimo, en el distrito de Dieppe y cantón de Envermeu.

## Demografía
| 333 | 396 | 509 | 510 | 515 | 483 |
| Para los censos de 1962 a 1999 la población legal corresponde a la población sin duplicidades (Fuente: INSEE [Consultar]) |     |     |     |     |     |